# Next Goal Wins
Next Goal Wins är en amerikansk sport- och komedifilm från 2023. Filmen är regisserad av Taika Waititi, som även skrivit manus tillsammans  med Iain Morris. Filmen är baserad på en dokumentär med samma namn av Mike Brett och Steve Jamison.
Filmen hade världspremiär på Toronto International Film Festival den 11 september 2023, och biopremiär i Sverige den 12 januari 2024, utgiven av Walt Disney Pictures.

## Handling
Filmen kretsar kring den holländsk-amerikanska fotbollstränaren Thomas Rongen (Michael Fassbender) och hans utmaningar att leda ett av världens sämsta fotbollslandslag, Amerikanska Samoa.

## Rollista (i urval)
- Michael Fassbender – Thomas Rongen
- Elisabeth Moss – Gail
- Oscar Kightley – Tavita
- Uli Latukefu – Nicky Salapu
- Rachel House – Ruth
- Kaimana – Jaiyah Saelua
- David Fane – Ace
- Beulah Koale – Daru Taumua
- Chris Alosio – Jonah
- Will Arnett – Alex Magnussen
- Rhys Darby – Rhys Marlin
- Frankie Adams – Frangipani
- Angus Sampson – Angus Bendleton
- Kaitlyn Dever – Nicole
- Taika Waititi